# Joe Valachi
Joseph Valachi (Nueva York, 22 de septiembre de 1904 - Anthony, El Paso, Texas, 3 de abril de 1971), apodado Joe Cargo y también llamado Charles Chanbano y Anthony Sorge, fue el primer miembro de la mafia en hablar públicamente con respecto a la existencia de la misma, rompiendo el código de silencio de ésta. Fue también responsable de popularizar el término Cosa Nostra.
Fue el yerno de Gaetano Reina al casarse con Mildred, su hija mayor, a pesar de las objeciones de su madre, su hermano y sus tíos.

## Biografía
Los datos más fiables sobre Joseph Michael Valachi se contienen en el libro de Peter Maas Joe Valachi. Secretos de la Cosa Nostra (Barcelona: Noguer, 1973), porque transcribe gran número de entrevistas del reportero con el personaje, utiliza muy abundante documentación procesal y además emplea como fuente las más de trescientas mil palabras de notas escritas por el propio Valachi para referenciar su trayectoria en la mafia estadounidense.
Hijo de Dominik Valachi, un frutero ambulante alcohólico y maltratador, de origen napolitano, que luego fue bracero en un depósito de basuras, nació en Nueva York, en Harlem del Este o italiano el 22 de septiembre de 1904. Su madre, Marie Casale, era también una emigrante napolitana. El matrimonio tuvo diecisiete hijos, de los cuales solo sobrevivieron seis, tres varones y tres mujeres; Joe fue el segundo; uno de sus hermanos terminó internado en un manicomio; otro fue un vagabundo que fue atropellado por un coche. Las tres hermanas se casaron. El padre pagaba un dólar semanal de "protección" a la mafia. Vivían muy pobremente en apartamentos de tres habitaciones, sin agua caliente ni baño, y con ducha comunal, pasando mucho frío al no tener ropa de cama: se abrigaban con sacos de cemento vacíos cosidos por la madre, aunque eso les provocaba problemas en la piel. Joe no solía dormir en casa sino en un aparcamiento porque no soportaba las chinches. Hacía frecuentes novillos, y fue expulsado del colegio católico por apedrear en un ojo a una profesora. Por eso solo llegó al séptimo grado, e ingresó en un correccional igualmente católico, el Instituto Tutelar Católico de Nueva York, de donde salió a los catorce años. Sobre esa experiencia escribió:

Se encontraba en el Bronx y era muy duro. En cuanto a los Hermanos que cuidaban de la enseñanza, debo decir que algunos eran tipos bastante aceptables, y otros auténticas malas personas. Si le contara cómo eran algunos de ellos, no me creería... Se pasaban el día intentando meter mano a los chavales. Pero, en fin, no quiero hablar de eso. El peor de todos era el hermano Abel. Estaba al frente del taller de sastrería y nos atizaba de mala manera con la vara de medir, tanto si nos portábamos mal como si bien. Y un buen día se murió... Le colocaron de cuerpo presente en la capilla... Obligaron a todos los chicos de los cinco pabellones a formar cola para ver por última vez al hermano Abel y despedirse respetuosamente de él. Creo que éramos unos trescientos... Yo estaba casi al final; cuando llegué me faltó poco para desmayarme: tenía el pecho cubierto de salivazos. ¿Qué podía hacer yo? También le escupí

Al principio se dedicó a robar tiendas por el procedimiento del alunizaje (reventar escaparates con impactos de objetos o coches): él conducía los coches. Después se consagró también a la usura, las apuestas, las tragaperras y de vez en cuando al tráfico de drogas. Llegó a poseer incluso un caballo de carreras. Su primera condena, de nueve meses, la pasó en Sing Sing; al salir ingresó en una banda que contaba con elementos irlandeses y judíos además de italianos; pero de nuevo volvió a Sing Sing, donde fue apuñalado por un sicario de Ciro Terranova; logró sobrevivir con una cicatriz de treinta y ocho puntos desde debajo del corazón a la espalda; el resto del tiempo lo empleó en completar su formación criminal con los peritos de este centro. Y al salir en 1929 formó una banda de seis italoestadounidenses. Pasó la Ley Seca y la Guerra de Castellammarese entre Joe Masseria y Salvatore Maranzano, tras la cual Lucky Luciano fundó la Comisión. Durante la guerra solo tenía la categoría de "propuesto" o "postulante" a Cosa Nostra, y tenía que pasar periódicamente una evaluación; cuando terminó, pasó a ingresar en la familia de Lucky Luciano, y trabajó como sicario para él.
Lo encerraron de nuevo por dos sentencias de tráfico de drogas; coincidió en la cárcel con el padrino Vito Genovese y recibió de él el beso de la muerte, no están claros los motivos. En 1962, tras librarse a duras penas de tres intentos de asesinato en la cárcel promovidos por Genovese, uno en las duchas, otro con comida envenenada y uno más en el patio de la cárcel, se volvió justificadamente paranoico y mató a un recluso inocente que se le acercó en el patio, machacándole repetidamente la cabeza con una tubería de acero, en la penitenciaría de Atlanta, donde también estaba internado su enemigo Genovese. Después se dio cuenta de que lo había confundido con uno de los asesinos de Vito.
Esta muerte innecesaria de un delincuente de baja estofa fue la única de la que se arrepintió (él mismo se adjudicaba haber organizado y planeado treinta y tres ejecuciones, en las que al parecer no intervino directamente); ese fue uno de los motivos, junto al acoso que sufría en la prisión, para tomar la decisión motu proprio, sin oferta alguna, de ser el primer informante o pentito de la mafia italiana norteamericana (Cosa Nostra), ofreciéndose a la fiscalía de Nueva York; fue así el primero en romper la ley mafiosa de la omertà. 
En octubre de 1963, Valachi (“soldado” en la familia Genovese, de gran alcance en el crimen organizado de Nueva York, pero cuyo “trabajo” principal dentro de la familia era el de conductor) había testificado ya incluso antes de que el comité del Congreso sobre crimen organizado dirigido por el senador por Arkansas John L. McClellan anunciase que la mafia existía. A pesar de que Valachi tenía un puesto inferior dentro de la Mafia y nunca tuvo mucho contacto con los grandes líderes de la misma, su gran memoria proporcionó muchos detalles sobre esta organización: no solo sobre sus operaciones y modo de actuar, sino también sobre varios asesinatos sin resolver y el organigrama de las principales familias del crimen y el lugar en él de muchos de sus miembros. Su testimonio, que fue trasmitido en la radio y la televisión y publicado en los periódicos, tuvo un tremendo impacto en la opinión pública y realzó la repercusión de los hechos sucedidos el 14 de noviembre de 1957, cuando la policía descubrió accidentalmente la existencia de la Comisión (órgano supremo del crimen organizado italiano o Cosa Nostra) en Apalachin (Nueva York), hogar del gánster Joseph Barbara, quien actuaba como anfitrión de alrededor de un centenar de jefes (dones o padrinos) de todos los Estados Unidos. Tras lo ocurrido en Apalachin y el testimonio de Valachi, la mafia ya no era invisible al público.
Las motivaciones de Valachi para convertirse en un informador han sido objeto de debate. La demencia estuvo presente en su familia, cuatro de sus hermanos y hermanas se encontraban en instituciones mentales y dos de ellos acabaron suicidándose. El mismo Valachi intentó ahorcarse en prisión. Valachi quiso testificar como si fuera un servicio público y un modo de mostrar a la poderosa organización criminal que había arruinado su vida que la venganza era posible también contra ellos, pero es posible que él estuviese interesado únicamente en la protección del gobierno de los EE. UU. para evitar la pena de muerte por el asesinato que cometió el 22 de junio de 1962 contra el criminal de baja estofa inocente de cargos contra él, cometido con un tubo de acero en un emplazamiento cercano a unas obras, al confundirlo con un sicario de la mafia llamado Joseph DiPalermo que había intentado matarlo a él anteriormente (Valachi y Genovese estaban ambos cumpliendo sentencia por tráfico de heroína). 
Valachi contó que Genovese le había dado el "beso de la muerte", pero, tras varios intentos infructuosos, había ofrecido a cualquier sicario preso que lo asesinara 100.000 dólares. El poderoso jefe de la mafia creyó que Valachi lo había traicionado porque había negociado con las autoridades una reducción de pena a prisión menor, violando así el juramento terminante de la Mafia conocido como omertá (cuyo castigo era la muerte); era absolutamente falso: no era un confidente, pero como todos creían que lo era, ya sin nada que perder, decidió castigarlos siéndolo de verdad.

## Final de su vida
Inicialmente el Departamento de Justicia de los Estados Unidos lo encubrió y después impidió la publicación de las memorias de Valachi, una biografía basada en sus diarios y en entrevistas con Valachi que fue escrita por el periodista Peter Maas y que fue publicada en 1968 con el nombre The Valachi Papers. 
En 1966, Valachi intentó ahorcarse en su celda de la prisión con un cable eléctrico que se había agenciado. Finalmente, murió de un ataque al corazón en 1971 en la Institución Correccional Federal de La Tuna en Texas: había sobrevivido a la venganza de Vito Genovese y la generosa cifra de 100.000 dólares que este había ofrecido por la cabeza de Valachi no llegó a ser cobrada.

## En la cultura popular
En 1972 se estrenó una película homónima protagonizada por Charles Bronson, titulada en español Los secretos de la Cosa Nostra, que interpreta a Valachi. Su figura inspira además los personajes de Willi Cicci y Frank Pentangeli en la película El padrino: Parte II (1974) de Francis Ford Coppola.
En el capítulo 15 de la sexta temporada de la serie animada de televisión Los Simpson, titulado Homie el Payaso, se menciona a Joe Valachi, en el momento en el que el mafioso Tony el Gordo se ocupa de Homer al creer que él es Krusty. Para salirse de esta situación Homer les dice que él no es Homer Simpson, que en realidad él es Joe Valachi. Louie le pregunta entonces a Homer si se trata del mismo Joe Valachi que los delató ante la Comisión del Senado sobre el Crimen Organizado.